# Операція «Світанок волі»
Операція «Світанок волі» (тур. Özgürlük Şafağı Operasyonu) — військовий наступ, розпочатий Сирійською національною армією (SNA), коаліцією сил, підтримуваною Туреччиною, на північну частину провінції Алеппо між містами Ель-Баб і Тадеф в зоні операції «Щит Євфрату».

## Наступ
Після наступу на північний захід Сирії 27 листопада і захоплення кількох районів міста Алеппо Сирійська національна армія 30 листопада розпочала операцію «Світанок свободи». Про операцію офіційно оголосив прем'єр-міністр Сирійської національної коаліції Абдуррахман Мустафа в інтерв'ю NTV. Він окреслив дві основні стратегічні цілі: перехоплення мереж постачання Демократичних сил Сирії і створення коридору, що з'єднує Ель-Баб з Тель-Ріфаатом.
Після інтенсивних сутчок між силами СНА і силами, лояльними до уряду Асада, на півночі провінції Алеппо, Сирійська національна армія захопила місто Тадеф пізніше того ж дня. Зіткнення між силами СДС і СНА почалися, коли сили СДС почали входити в підконтрольні уряду міста на півночі Алеппо, з яких урядові війська відступали через наступ «Тахрір аль-Шам» на Алеппо з боку Ідлібу. Сирійська національна армія відбила у Демократичних сил Сирії Квайрес-еш-Шаркі і розташований неподалік від нього Військовий авіаційний інститут, а також Дайр-Хафір, Шамір і Таану.